# Welikolukskoje (Kaliningrad, Krasnosnamensk)
Welikolukskoje (russisch Великолукское, deutsch Jutschen, 1938 bis 1945: Weidenbruch, litauisch Jučiai) ist ein verlassener Ort im Rajon Krasnosnamensk der russischen Oblast Kaliningrad.
Die Ortsstelle befindet sich eineinhalb Kilometer nördlich von Bolotnikowo (Szameitkehmen/Lindenhaus).

## Geschichte

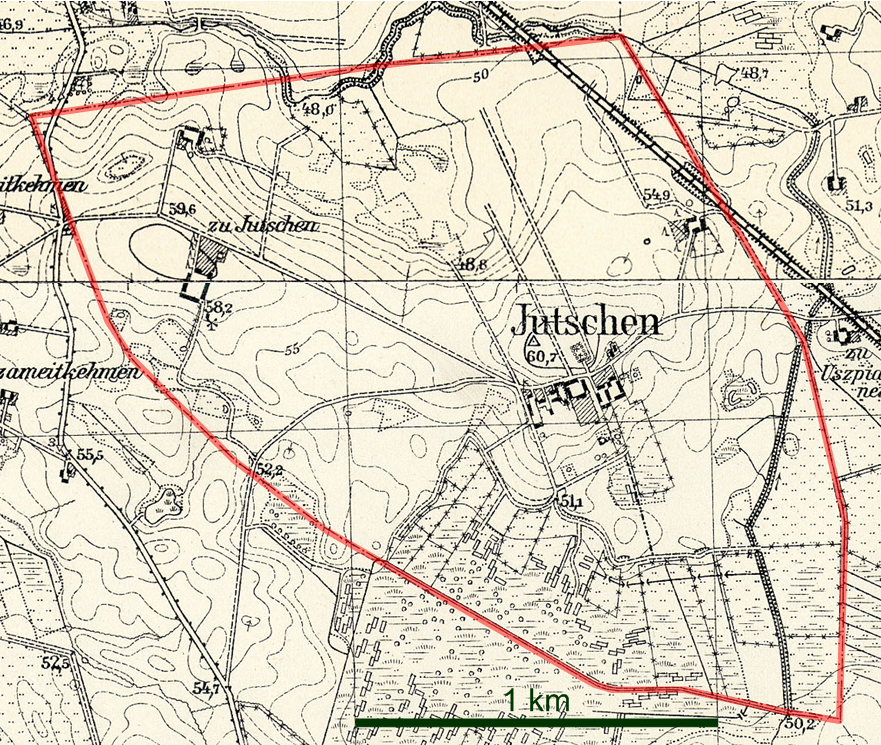
Die Gemeinde Jutschen auf zwei Messtischblättern von 1933 und 1937

Der Ort wurde 1544 als Ragup zuerst erwähnt und in der Folge mit Judschayten, Judschen und Judzen bezeichnet. Um 1780 war Judtschen ein königliches Bauerndorf. 1874 wurde die Landgemeinde Jutschen in den neu gebildeten Amtsbezirk Uszpiaunen im Kreis Pillkallen eingegliedert. 1938 wurde Jutschen in Weidenbruch umbenannt.
1945 kam der Ort in Folge des Zweiten Weltkrieges mit dem nördlichen Ostpreußen zur Sowjetunion. 1950 erhielt er den russischen Namen Welikolukskoje und wurde dem Dorfsowjet Nowouralski selski Sowet im Rajon Krasnosnamensk zugeordnet. Später gelangte der Ort in den Dobrowolski selski Sowet. Welikolukskoje wurde vor 1988 aus dem Ortsregister gestrichen.

### Einwohnerentwicklung
| Jahr | Einwohner | Bemerkungen                 |
| ---- | --------- | --------------------------- |
| 1867 | 111       |                             |
| 1871 | 115       |                             |
| 1885 | 108       |                             |
| 1905 | 79        | davon 12 litauischsprachige |
| 1910 | 73        |                             |
| 1933 | 67        |                             |
| 1939 | 73        |                             |

## Kirche
Jutschen/Weidenbruch gehörte zum evangelischen Kirchspiel Pillkallen.